# Беллуа, Пьер Лоран Бюиретт де
Пьер Лоран Бюиретт де Беллуа (17 ноября 1727, Сен-Флур (Канталь) — 5 марта 1775, Париж) — французский драматический писатель.
Ещё в детском возрасте приехал в Париж, где по смерти отца нашел поддержку у своего дяди, знаменитого адвоката, который намеревался дать ему юридическое образование. Но Беллуа, питая наклонность к драматическому искусству, тайно покинул дядю, выступил под именем Дормона актером на многих северных сценах и прожил много лет в Петербурге, где императрица Елизавета приняла в нём большое участие.
В 1758 г. он возвратился во Францию, чтобы поставить на сцену свою трагедию «Titus». Беллуа рассчитывал, что она будет иметь успех и примирит его с родственниками; но пьеса провалилась, и он возвратился в Петербург.
Только по смерти своего дяди он вернулся в Париж, где его новая трагедия «Zelmire» (1762) встречена была с большим одобрением. За ней следовала трагедия «Le siege de Calais», которая до конца XIX в. не утратила своих достоинств. Пьеса «Gaston et Bayard» (1771) побудила французскую академию принять его в число своих членов. Долее всех других произведений держалась на сцене его пьеса «Pierre le-Cruel» (1772).
Его «Œuvres» изданы Гальяром (6 т., Париж, 1779), а избранные пьесы издал Оже (2 т., Париж, 1871).